# Opération Enduring Freedom

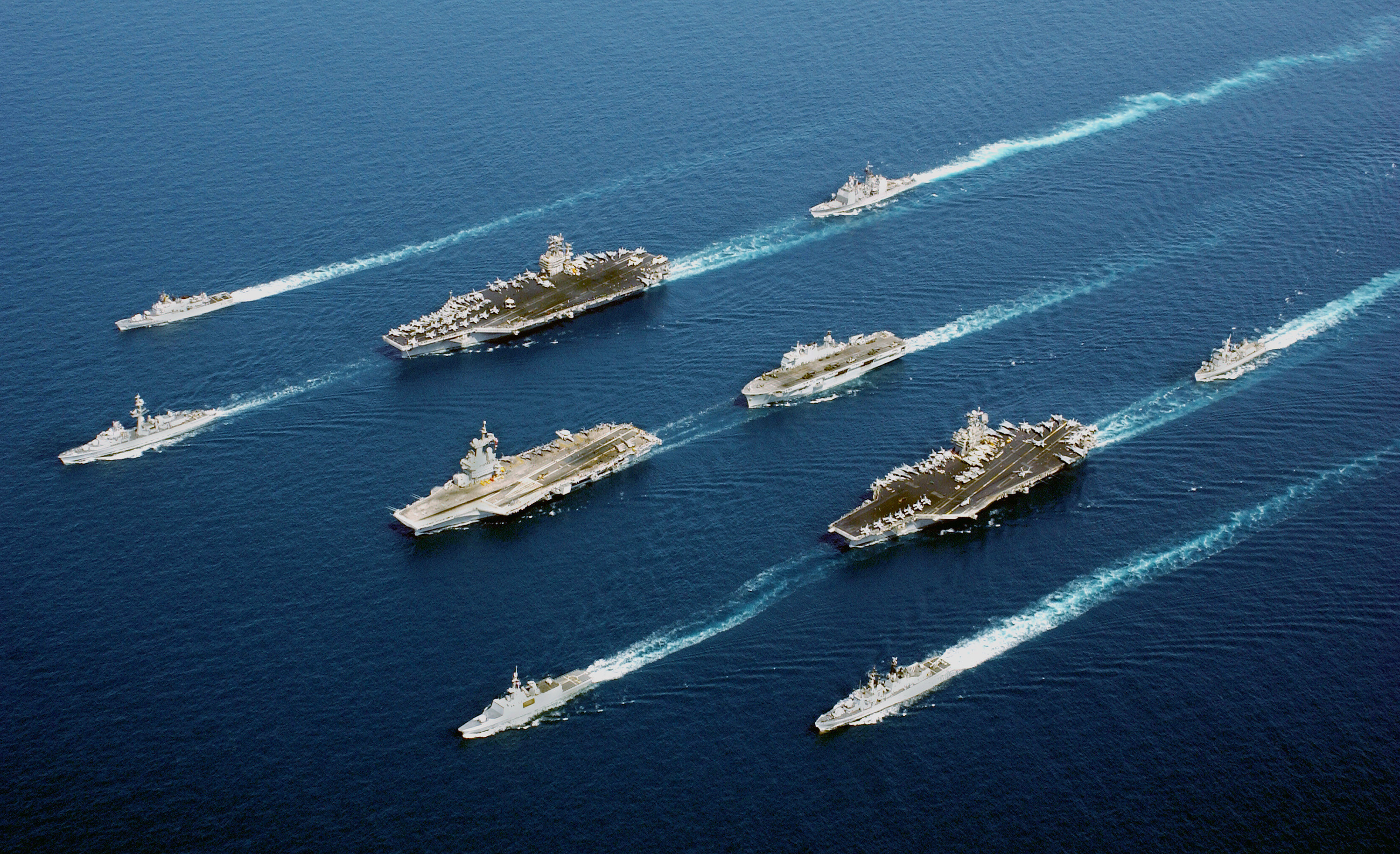
Forces navales de l'OEF en mer d'Arabie (18 avril 2002).

L'opération Enduring Freedom (en abrégé OEF ; en français opération Liberté immuable) est l'opération officielle du gouvernement américain pendant la guerre d'Afghanistan menée à la suite des attentats du 11 septembre 2001 et comportant plusieurs opérations subordonnées toutes sous la marque de la guerre contre le terrorisme. L'opération fut d'abord nommée l'opération Infinite Justice (Justice sans limite), mais cette dénomination fut abandonnée pour éviter d'offenser les musulmans.
Le 5 octobre 2006, l'OTAN a officiellement remplacé les forces américaines en Afghanistan.
L'opération Enduring Freedom comporte plusieurs missions subordonnées :
1. Opération Enduring Freedom - Afghanistan (OEF-A).
2. Opération Enduring Freedom - Philippines (OEF-P) (anciennement Operation Freedom Eagle).
3. Opération Enduring Freedom - Horn of Africa (OEF-HOA).
4. Opération Enduring Freedom - Trans Sahara (OEF-TS).
5. Opération Enduring Freedom - Kirghizstan (terminée en 2004).
6. Opération Enduring Freedom - Pankisi Gorge (terminée en 2004).

Le terme OEF désigne prioritairement les opérations en Afghanistan. D'autres opérations, comme le programme d'équipement et d'entraînement en Géorgie, ne sont que partiellement connectées à OEF. Cependant, toutes les opérations se focalisent sur les activités anti-terroristes. L'opération Enduring Freedom au Kirghizstan avait été mise en place afin que les forces de la coalition puissent utiliser le pays comme une base arrière en Asie centrale.  
Il faut distinguer les forces américaines de l'OEF des forces américaines liées à l'ISAF, qui est une opération conduite par l'OTAN incluant des troupes américaines. Les deux opérations se déroulent en parallèle et en coordination l'une avec l'autre.

## Opérations subordonnées

### Opération Enduring Freedom - Afghanistan (OEF-A)
Le 7 octobre 2001, des opérations de combats incluant des frappes de bombardiers Rockwell B-1 Lancer, de Northrop B-2 Spirit et de Boeing B-52 Stratofortress, d'avions de chasse Grumman F-14 Tomcat et McDonnell Douglas F/A-18 Hornet, ainsi que de missiles de croisière BGM-109 Tomahawk lancés à partir de navires et sous-marins américains et britanniques marquent le début de l'opération Enduring Freedom - Afghanistan (OEF-A). Les objectifs militaires de l'opération, mis en avant par George W. Bush, ont comme finalité la destruction des camps d'entrainement et des infrastructures terroristes en Afghanistan, la capture des leaders d'Al-Qaïda, et la cessation des activités terroristes dans le pays,,.

### Opération Enduring Freedom - Philippines (OEF-P)

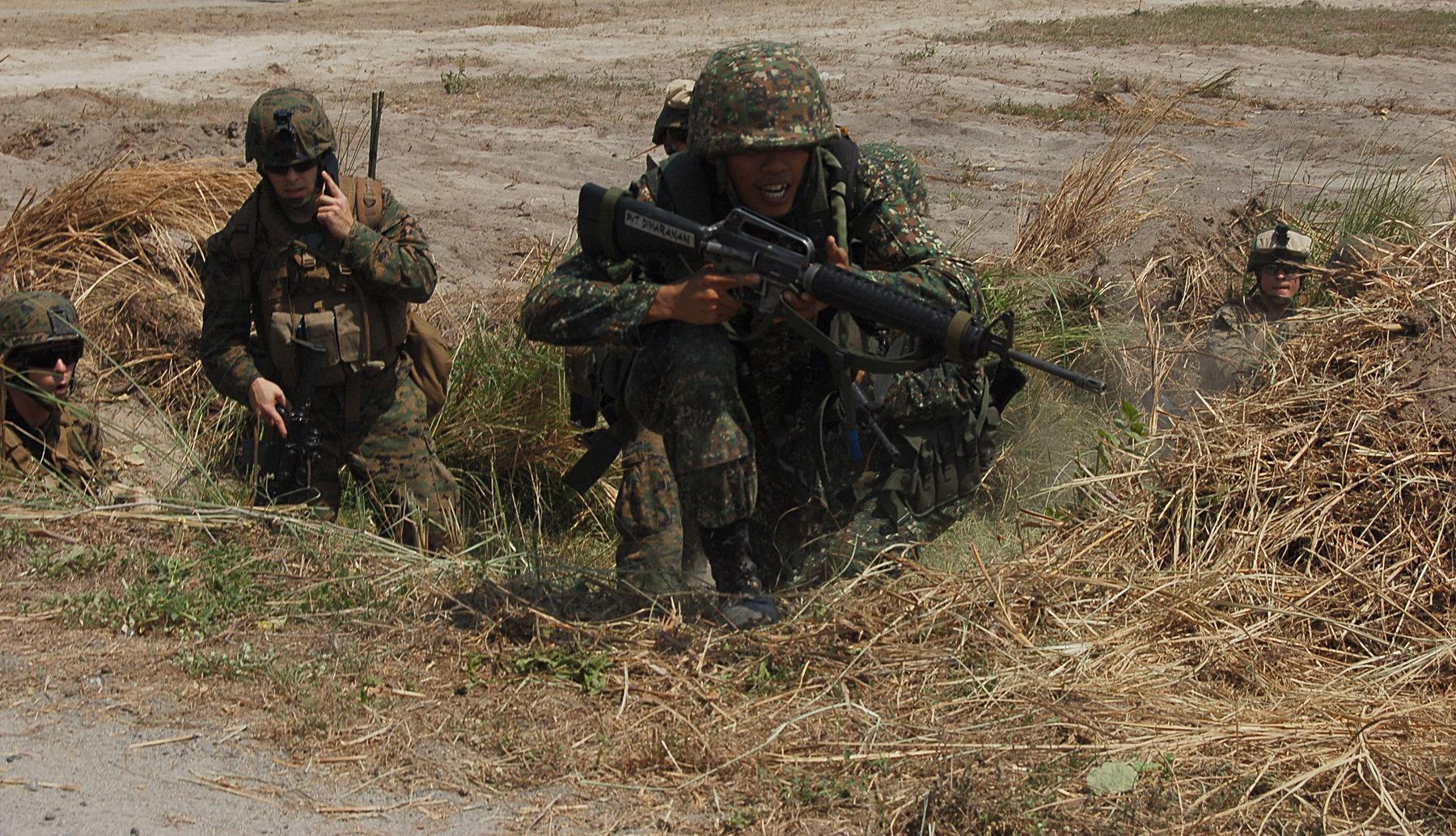
US Marines et soldats philippins lors d'un exercice militaire (2 février 2009).

En janvier 2002, plus de 1 200 militaires de l'United States Special Operation Command Pacific (SOCPAC) se déploient aux Philippines en soutien aux Forces Armées de Philippines dans leur lutte contre les groupes islamistes armés sur l'île de Basilan. Ces groupes sont notamment Abou Sayyaf, Al-Qaïda et Jemaah Islamiyah. L'opération consiste en l'entrainement des Forces armées des Philippines dans les opérations antiterroristes, et l'apport d'aide humanitaire à la population locale à travers les opérations Smile,.

### Opération Enduring Freedom - Trans Sahara (OEF-TS)
Nom donné à une opération militaire conduite par les États-Unis et d'autres pays partenaires dans la région du Sahara/Sahel en Afrique, et qui a pour but de mener des actions d'antiterrorisme et à réguler le trafic d'armes et le trafic de drogues en Afrique centrale.
La Joint Task Force Aztec Silence (JTF Aztec Silence) est une organisation interarmées dont le but est d'effectuer les missions et de remplir les objectifs de l'OEF-TS. La JTF est une composante du Commandement des forces des États-Unis en Europe (EUCOM) mais, à la suite de l'annonce en septembre 2007 de la création du Commandement des États-Unis pour l'Afrique (AFRICOM), sa mission passe sous la responsabilité de ce dernier.

### Opération Enduring Freedom - Horn of Africa (OEF-HOA)

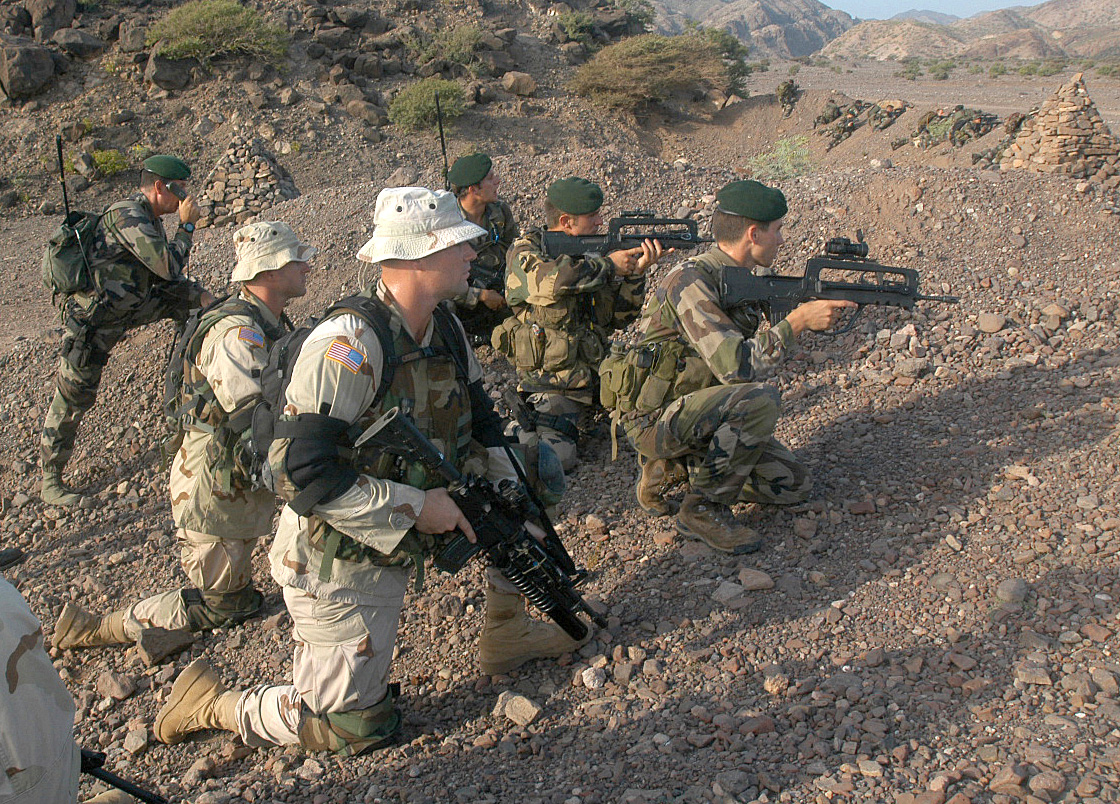
Fantassins du 3e régiment d'infanterie de l'US Army et commando marine en exercice à Djibouti en 2006.

En octobre 2002, la Force opérationnelle combinée 150 et les Forces spéciales militaires des États-Unis s'établissent au Camp Lemonnier, à Djibouti. Le but de cette opération est l'apport d'aide humanitaire ainsi que des patrouilles dans la Corne de l'Afrique afin de réduire les capacités des groupes terroristes dans la région. Comme OEF-Philippines, l'apport d'aide humanitaire doit permettre de prévenir toute implantation de groupes terroristes en profondeur dans la population locale, ou leur réapparition après leur suppression. L'aspect humanitaire inclut la construction d'écoles, de cliniques, de points d'accès à l'eau pour renforcer la confiance des locaux.

### Opération Enduring Freedom - Pankisi Gorge

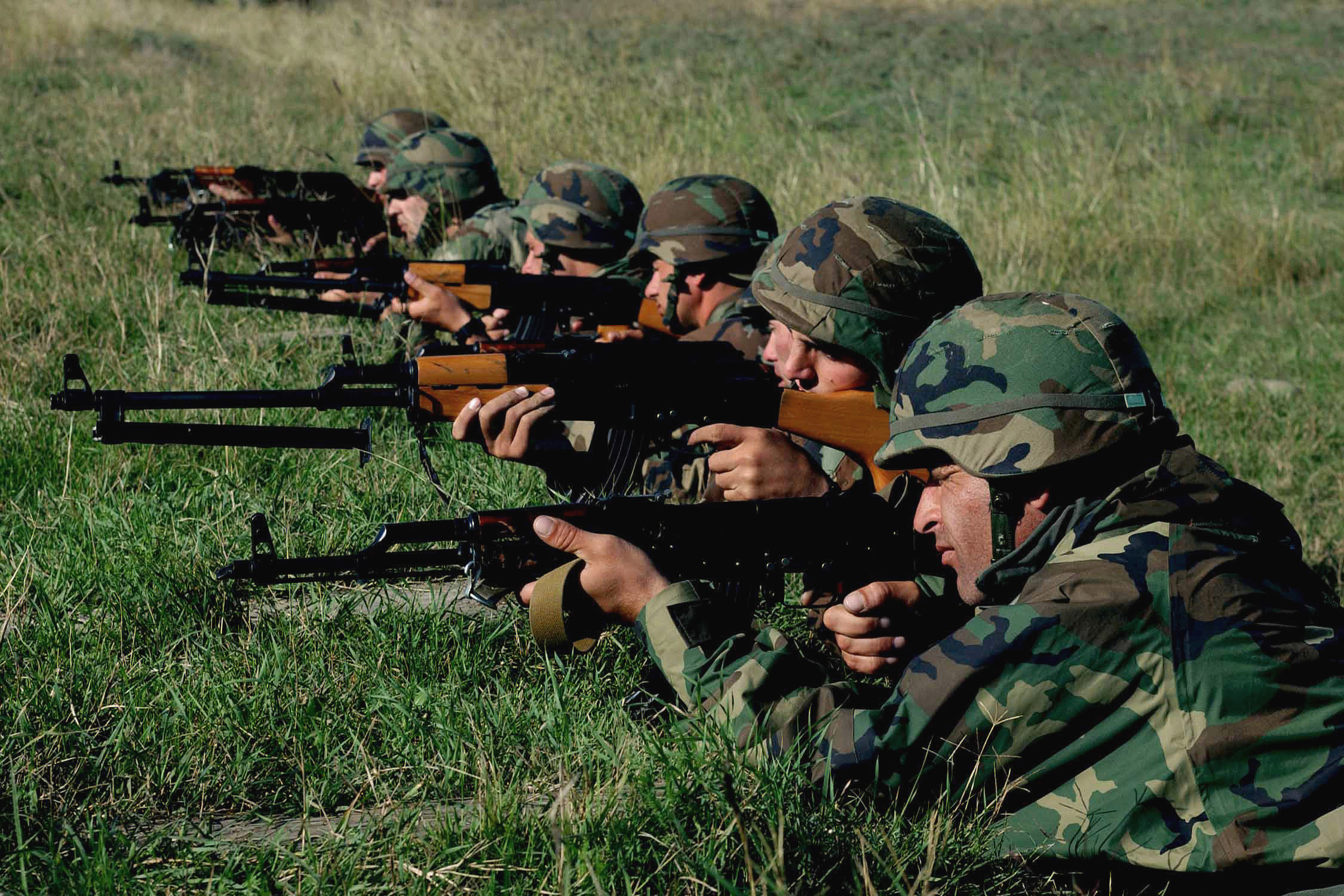
Entraînement des forces géorgiennes en octobre 2002.

Les islamistes d'Abou Moussab Al-Zarqaoui s'installent dans la vallée de Pankissi, proche de la frontière de Tchétchénie, où la présence d'Al-Qaïda est importante. Dans le cadre des préparatifs de la guerre d'Irak début 2003, des dizaines de Nord-Africains (Algériens principalement) suspectés de préparer des armes chimiques et biologiques (ricine entre autres) sont arrêtés au Royaume-Uni, en France et en Espagne. Le secrétaire d'État des États-Unis, Colin Powell, indique que ceux-ci travaillaient pour le réseau terroriste de Zarqaoui implanté dans vallée du Pankissi ainsi que pour le groupe islamiste Ansar al-Islam actif au Kurdistan irakien.
En mai 2000, lors de la fin de la seconde guerre de Tchétchénie, 1 500 combattants tchétchènes et 3 000 mercenaires arabes djihadistes fuient le sol tchétchène pour se réfugier dans les montagnes géorgiennes. Les Russes déployèrent par conséquent 1 500 soldats des forces spéciales afin de sécuriser la frontière.
Le 20 octobre 2002, l'armée géorgienne neutralise une douzaine d'islamistes d'origine arabe. Une voiture transportant des combattants tchétchènes est également interceptée par les Géorgiens après avoir tué le chauffeur du véhicule.
Les Géorgiens et les Américains mènent de vastes opérations dans la région, capturant plusieurs djihadistes. Le 3 septembre 2003, le président géorgien Edouard Chevardnadze affirme que les forces de sécurité géorgiennes ont repris le contrôle de la vallée du Pankissi. 1 000 officiers de police et d'autres forces de sécurité sont envoyées sur place en octobre 2003 afin de mettre sur pied des checkpoints et maintenir l'ordre dans la vallée.